# Co všechno věděla Maisie
Co všechno věděla Maisie je román od amerického spisovatele Henryho Jamese. Poprvé byla vydána v roce 1897, do českého prostředí se dostala v roce 1971 díky nakladatelství Odeon.
V roce 2012 se kniha dočkala volné, moderní adaptace ve formě stejnojmenného dramatického filmu od režiséra Scotta McGeheeho.

## Děj
Co všechno věděla Maisie je příběhem dysfunkční a rozvrácené rodiny, v jejímž středu vyrůstá šestiletá Maisie. Při rozvodu svých rodičů, Idy a Beala Farangeových, je Maisie svěřena do střídavé péče; u každého ze svých rodičů má trávit šest měsíců v roce. Ani jeden z jejích sebestředných rodičů o dívku nestojí, slouží jim jen jako nástroj pomsty, pomluv a intrik. O Maisie se primárně starají dvě vychovatelky: u otce mladá slečna Overmoreová a u matky paní Wixová. Netrvá dlouho a oba Maisiini rodiče uzavřou každý nové manželství. Otec si vezme mladou slečnu Overmorovou (dále paní Bealová) a Maisiina matka se provdá za šarmantního barona Clauda. Rodiče Maisie ignorují, takže se jejími nejbližšími dospělými stává otčím baron Claude, paní Bealová a vychovatelka paní Wixová.
Nové vztahy jejích rodičů nejsou idylické, oba svoje partnery pravidelně podvádí. Paní Bealová i baron Claude hledají únik z nefunkčních vztahů a přes Maisie naleznou novou známost jeden v druhém. Tento vývoj událostí velmi pohoršuje Maisiinu vychovatelku paní Wixovou. Z pochopitelných důvodů dojde k rozpadu obou nových manželství Maisiiných rodičů a oba Maisie nadobro opouští. Baron Claude se snaží o Maisie postarat a společně s její oddanou vychovatelkou paní Wixovou a Maisie odjede do Francie. Maisie zpočátku doufá, že prostřednictvím barona Clauda nalezne stabilní a milující domov. Ve Francii se k nim přidává i paní Bealová a Maisie si brzy uvědomuje svůj omyl. Nesezdané soužití paní Bealové a barona Clauda je skandální, a navíc si Maisie uvědomuje, že pro paní Bealovou představuje jen přítěž. Nakonec stojí Maisie před volbou zda žít s baronem Claudem a paní Bealovou, nebo odejít s paní Wixovou. Na základě všech svých dosavadních zážitků a zkušeností zvolí Maisie život s paní Wixovou.

## Analýza a interpretace díla
Maisie se nedostane žádného řádného vzdělání, žádné náboženské či morální výchovy, ani žádných sociálních interakcí mimo rodinný kruh. Jedinou osobou, která se jí snaží poskytnout alespoň nějakou výchovu, je paní Wixová. Je však zřejmé, že ta je pro tento úkol nezpůsobilá – předává dívce jen klepy a svoje vlastní, občas pochybné, názory. Hned zpočátku příběhu si Maisie uvědomuje, že pro rodiče má sloužit jako prostředek jejich nenávisti; osvojí si tak přetvářku nechápavosti a hlouposti. Její role je ve většině příběhu pasivní: pozoruje aktéry ve svém mikrosvětě a vnímá všechny jejich názory. Jak roste ve světě dospělých, kteří ji většinou věnují zanedbatelnou pozornost, naučí se rozumět jejich chování a zvládá z něj vyvozovat vlastní závěry. Postupně přebírá v příběhu aktivnější roli, sleduje vlastní zájmy a snaží se je prosadit. Chce žít s baronem Claudem a pokusí se s ním uzavřít dohodu; ona se zbaví paní Wixové, on paní Bealové a budou spolu. Když ale baron Claude odmítne opustit paní Bealovou, opustí jej téměř bez emocí s paní Wixovou. Ve své podstatě tedy Maisie kopíruje chování svých rodičů, jde si za svým bez ohledu na ostatní, a v momentě, kdy baron Claude odmítne přistoupit na její podmínky, jej bez citu zavrhne stejně, jako její rodiče zavrhli ji.
Za hlavní téma této knihy je považována ztráta dětské nevinnosti a dospívání. Snaha o korupci a využití malého dítěte ve vlastní prospěch se v novele objevuje mnohem více, než se na první pohled může zdát. Maisie se nestává objektem intrik jen ze strany svých rodičů, ale v podstatě ze strany všech dospělých ve svém životě. Interpretace knihy Co všechno věděla Maisie představuje nelehký úkol i pro literární kritiky. Někteří literární kritici jako Michael Swan či Edmund Willson vidí v Maisie citlivé dítě, které se dokáže vzepřít tlaku rodičů díky vrozené morálce, která je v průběhu jejího dospívání rozvíjena. Například Josef Warren Beach však spatřuje pointu díla ve skutečnosti, že Maisie vlastně nevěděla vůbec nic.
Millicent Bellová popsala Maisiino dospívání jako proces zrození vědomí zasazeného do jazyka dospělých, neboť Maisie na začátku textu nedokáže mnohé situace kolem sebe vůbec pojmenovat. Maisie však jazykové a kulturní normy do velké míry odmítá a svým postojem připomíná některé Jamesovy dospělé hrdinky z jeho starších děl, zejména Catherine Sloperovou z románu Washingtonovo náměstí. V obou případech nakonec vypravěč a čtenář pochopí, že i když mají lepší vyjadřovací schopnosti než protagonistka, v mlčení hrdinek se skrývá vědění, ke kterému nemají přístup. Sallie Searsová popsala román jako „latentně pornografický román“ a situaci Maisie, se kterou její okolí neustále tvrdě manipuluje, přirovnala k situaci dívky O. v románu Příběh O od Pauline Réage.